# Arctia decrescens
Arctia decrescens är en fjärilsart som beskrevs av Edward Alfred Cockayne 1935. Arctia decrescens ingår i släktet Arctia och familjen björnspinnare. Inga underarter finns listade i Catalogue of Life.